# The Kursaal Flyers
The Kursaal Flyers was een Britse popband uit Southend-on-Sea, die eind 1973 gevormd werd en bestond uit Paul Shuttleworth (zang), Richie Bull (banjo), Graeme Douglas (gitaar), Will Birch (drums), Vic Collins (gitaar) en Dave Hatfield (basgitaar). De band bestond slechts enkele jaren. Uit het album The Golden Mile, op CBS Records, kwam de single Little Does She Know dat de Britse top-20 haalde. Na het live-album Five Live Kursaals, opgenomen in de Marquee Club in Londen, ging de band uiteen. Douglas had daarvoor reeds de groep verlaten; hij ging naar Eddie & the Hot Rods en werd vervangen door Barry Martin. Vic Collins werd ook vervangen door John Wicks.
Na de split vormden Birch en Wicks de groep The Records. In 1988 kwam er een reünie van de Kursaal Flyers, die resulteerde in het album A Former Tour De Force Is Forced to Tour.

## Discografie

### Albums
- Chocs Away (1975)
- The Great Artiste (1976)
- The Golden Mile (1976)
- Five Live Kursaals (1977)
- A Former Tour De Force Is Forced to Tour  (1988)

### Singles
- Little Does She Know (1976)